# Jambon de Paris
Le jambon blanc, jambon cuit, jambon de régime ou jambon de Paris est un jambon cuit, poché dans un bouillon de légumes aromatisé. Il se présente le plus souvent sous la forme d'une pièce dépassant cinq kilogrammes, vendu en tranches et commercialisé en plusieurs qualités : traditionnelle, supérieure ou « au torchon ».
Il est l'ingrédient indispensable du sandwich jambon-beurre ou du jambon-purée, du croque-monsieur ou du croissant au jambon, du feuilleté ou de la tarte au jambon, ainsi que de l’endive au jambon ou de la salade parisienne. Le jambon blanc peut aussi se retrouver « nature », dans une assiette de charcuterie avec du beurre, des cornichons ou des oignons grelots au vinaigre.

## Historique

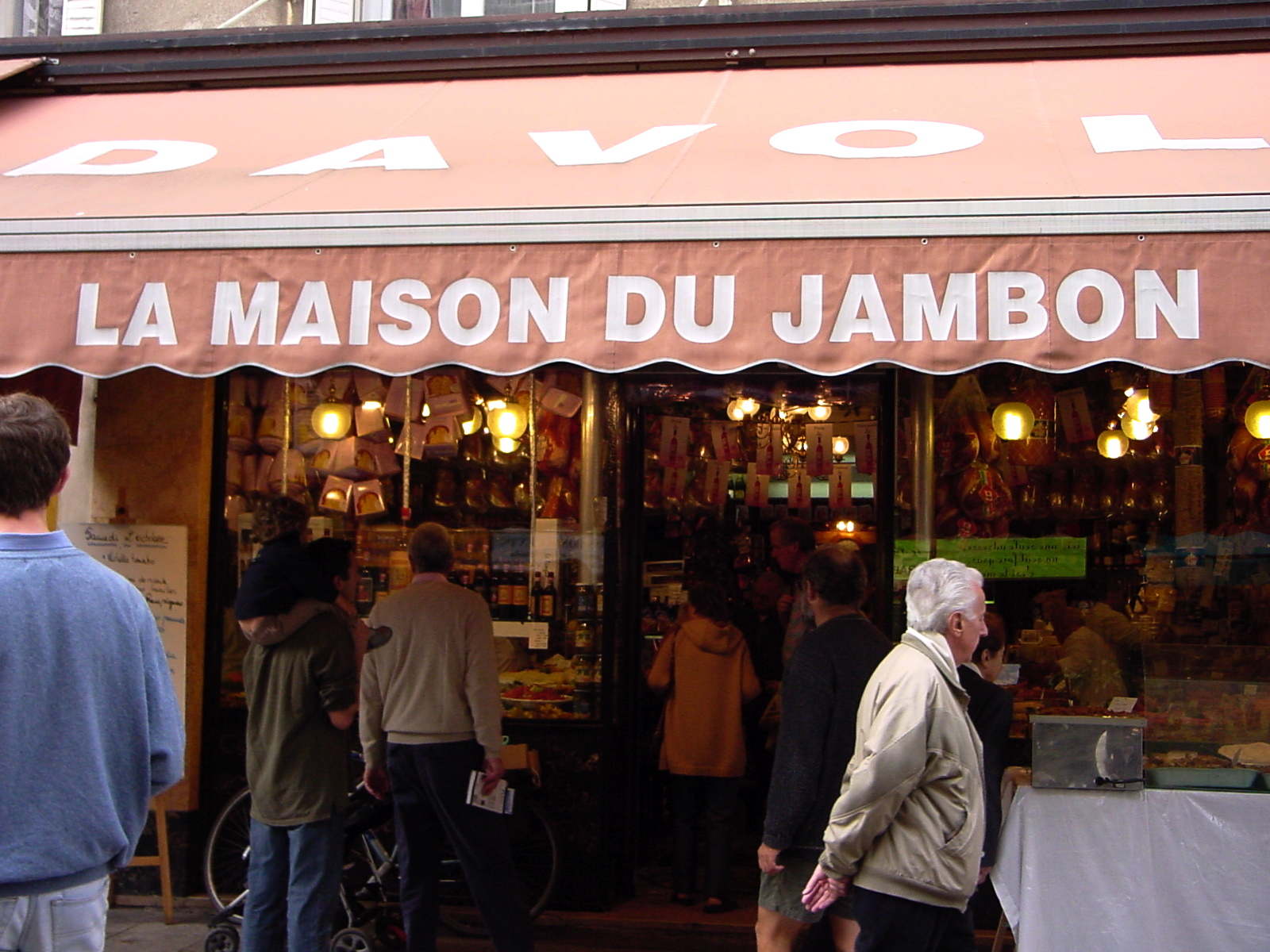
Un commerce spécialisé dans le jambon à Paris.

Le jambon de Paris est cité pour la première fois désigné ainsi dans un document publié à Corbeil, en 1793. Il en fixait les prix maximaux. Il est ensuite décrit en 1869 par le cuisinier Jules Gouffé comme un « jambon ordinaire salé, cuit à l'eau, désossé, mis en terrine couenne en dessous et refroidi ».
Le cuisinier préconise de le « servir avec de la gelée ou sur une serviette garnie de persil en branches ». Mais d'autres documents de la même époque indiquent que « le jambon de Paris se présente sans gelée, désossé, roulé et entouré d’une couche de graisse et de couenne ou bien sous la forme d’un cylindre désossé avec couenne ».
En 1915, alors que la guerre fait rage en Europe, le préfet de Paris ordonne une nouvelle taxe sur le jambon. Dès lors, les fabricants de jambon, nombreux dans la région, firent grève et les prix du jambon augmentèrent de moitié en deux ans. Ainsi, le jambon dit « de Paris », évoquait un jambon cher et désormais de qualité supérieure.

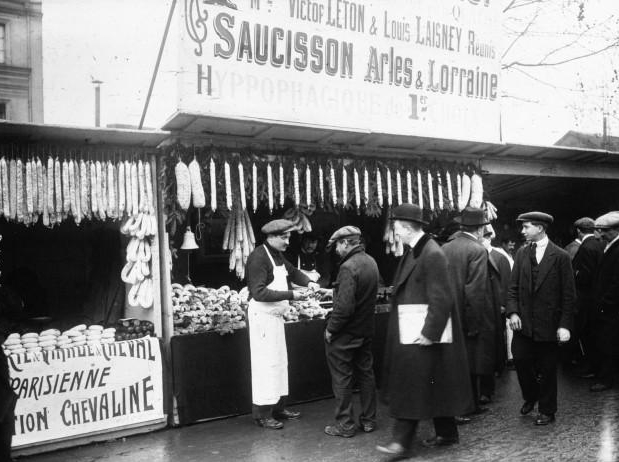
Foire au jambon à Paris, en 1914.
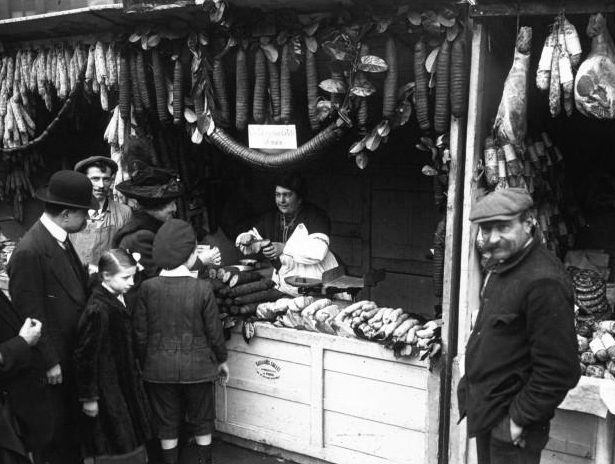
1914, boulevard Richard-Lenoir.

Mais le XXe siècle, avec l'apparition des charcuteries industrielles (Olida est fondé en 1885), fait de ce jambon artisanal un produit industriel, « vendu par la suite en “sous-vide” sur les rayonnages de la grande distribution, même s'il reste présent chez tous les charcutiers traiteurs ».
Déposée à l'INPI par plusieurs sociétés de l'industrie agroalimentaire, l'appellation d'origine « jambon de Paris » est donc devenue la marque commerciale « Jambon de Paris ». Parmi ces sociétés de tailles plus ou moins importantes, il en est une installée dans le 20e arrondissement de Paris qui élabore, entre autres, un jambon selon une recette accommodant des pièces de porc donnant une préparation proche du jambon de Paris originel (il n'y a cependant plus de lien avec le terroir ; les cochons étant élevés n'importe où en France).

## Description
Le jambon de Paris est une pièce rectangulaire de 5 à 6 kilogrammes, qui donne à la coupe des tranches le plus souvent rose clair quand des sels nitrités sont incorporés lors de sa transformation, bardées de gras. Il est proposé à la vente sous plusieurs dénominations commerciales : « traditionnel », « supérieur » et « au torchon ».

## Transformation
Ce jambon provient d'une cuisse de porc, « désossée, dénervée et parée, puis saumurée, elle est placée dans un moule rectangulaire hermétique et cuite plusieurs heures dans un bouillon aromatisé : genièvre, coriandre, clous de girofle, bouquet garni ».

## Consommation
Le jambon de Paris est une composante quasi incontournable de l'œuf en gelée depuis 1905 et l'origine de l'œuf en gelée actuel.

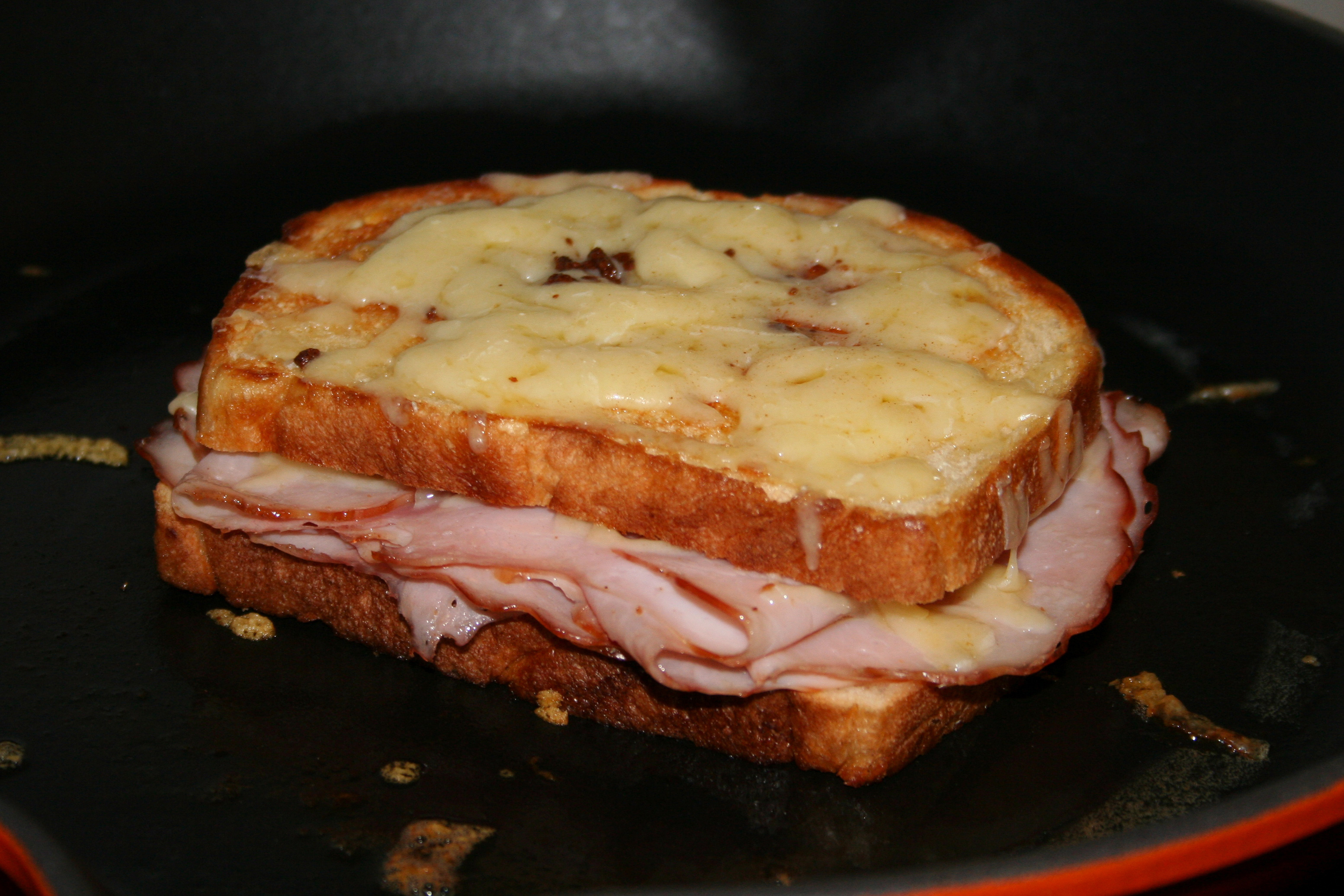
Croque-monsieur.
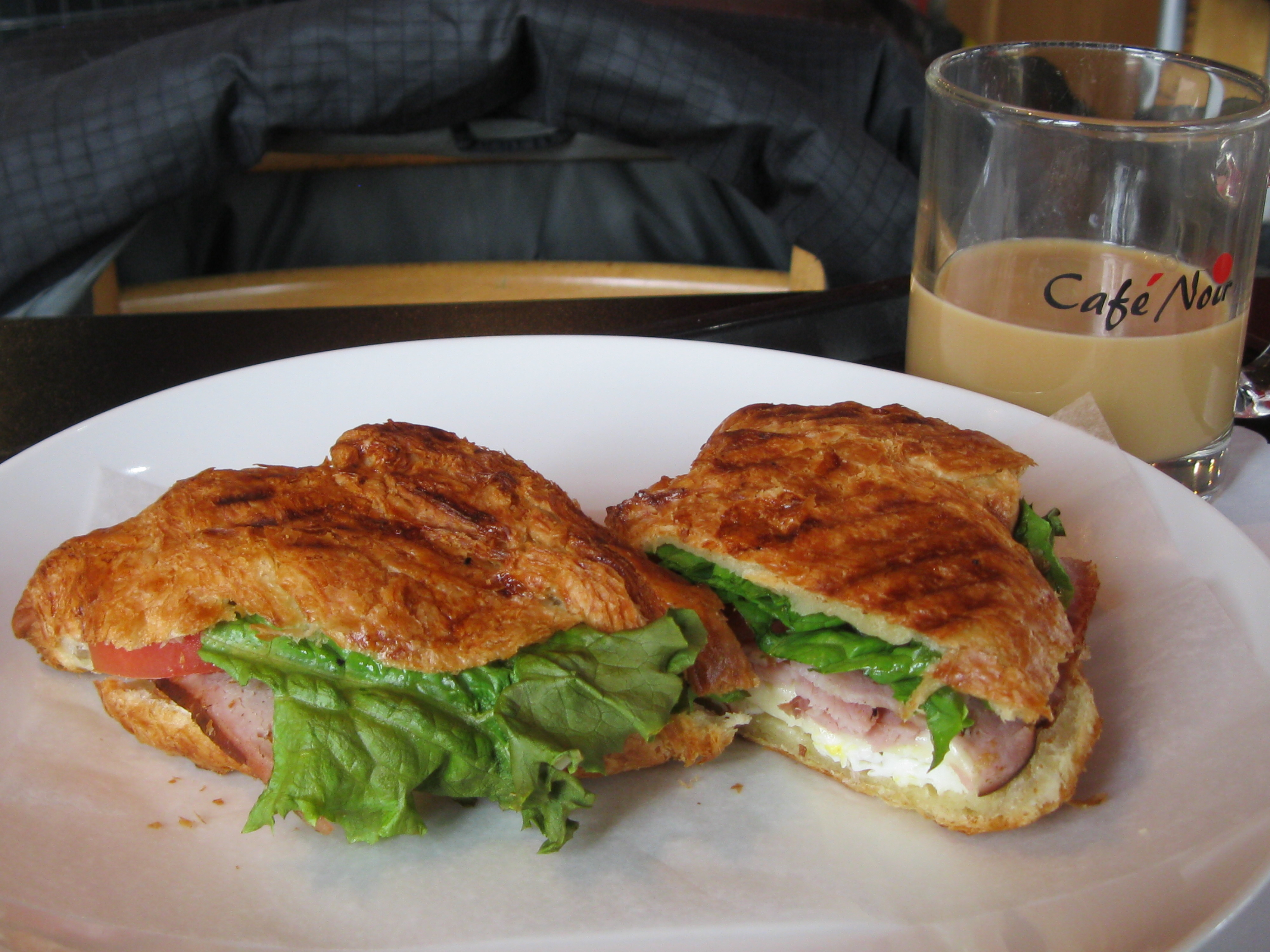
Croissant au jambon.
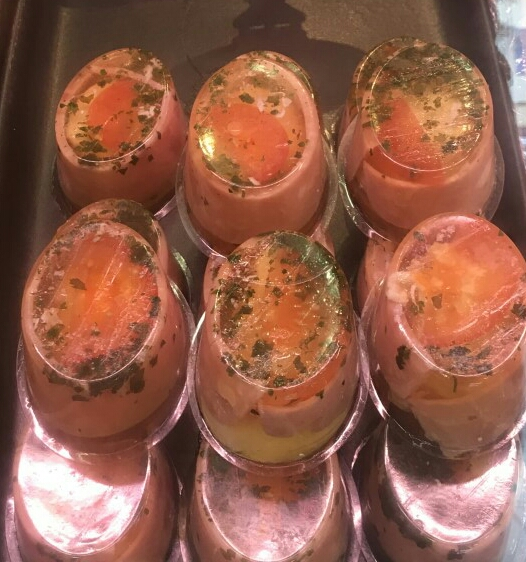
Œufs en gelée